# 新居浜インターチェンジ

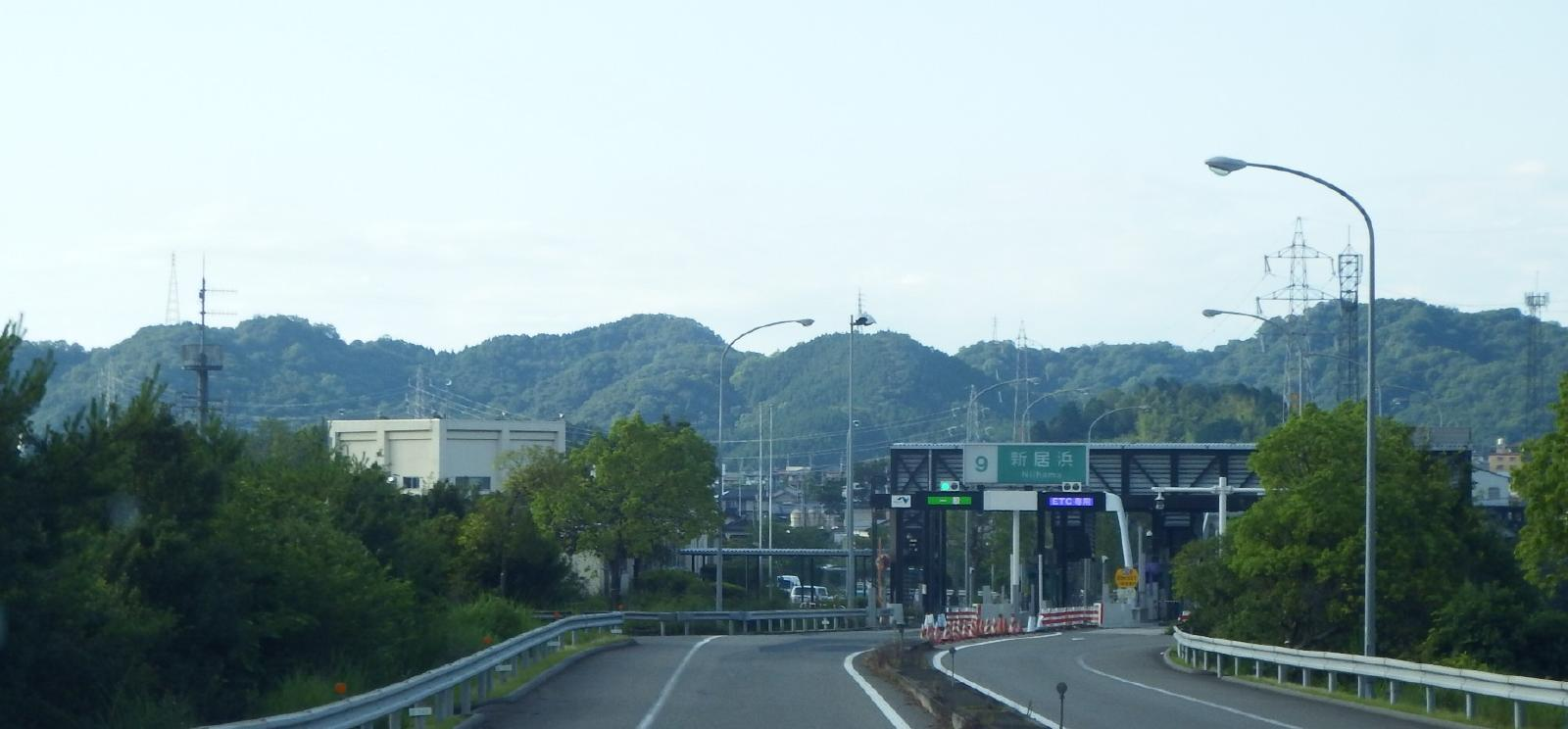
料金所出口

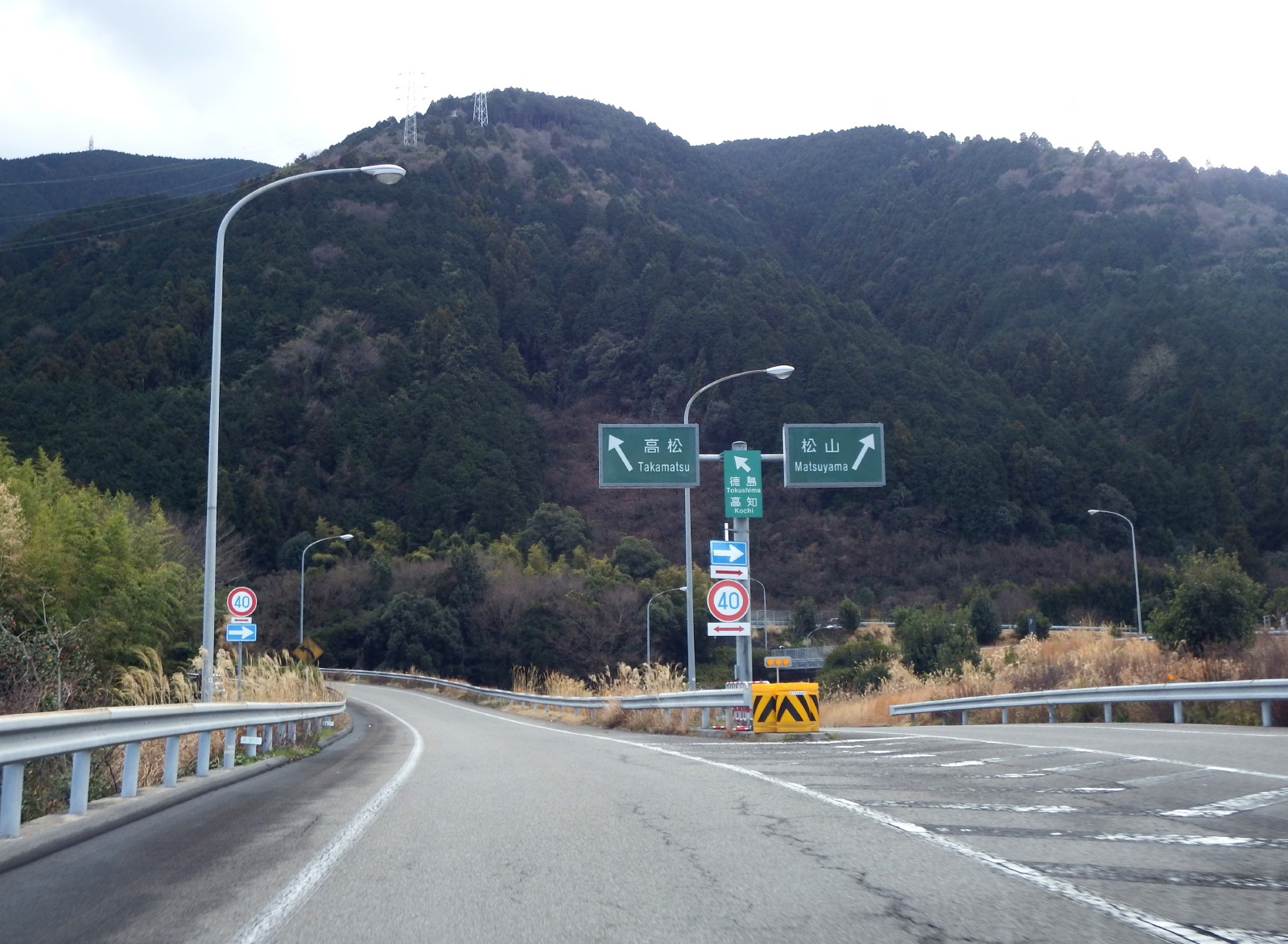
上り下り分岐

新居浜インターチェンジ（にいはまインターチェンジ）は、愛媛県新居浜市船木にある、松山自動車道のインターチェンジである。

## 歴史
- 1991年（平成3年）3月28日 : 土居IC - いよ西条IC間の開通に伴い供用開始[1]。
- 2025年（令和7年）2月27日 : 料金所がETC専用になる[2]。

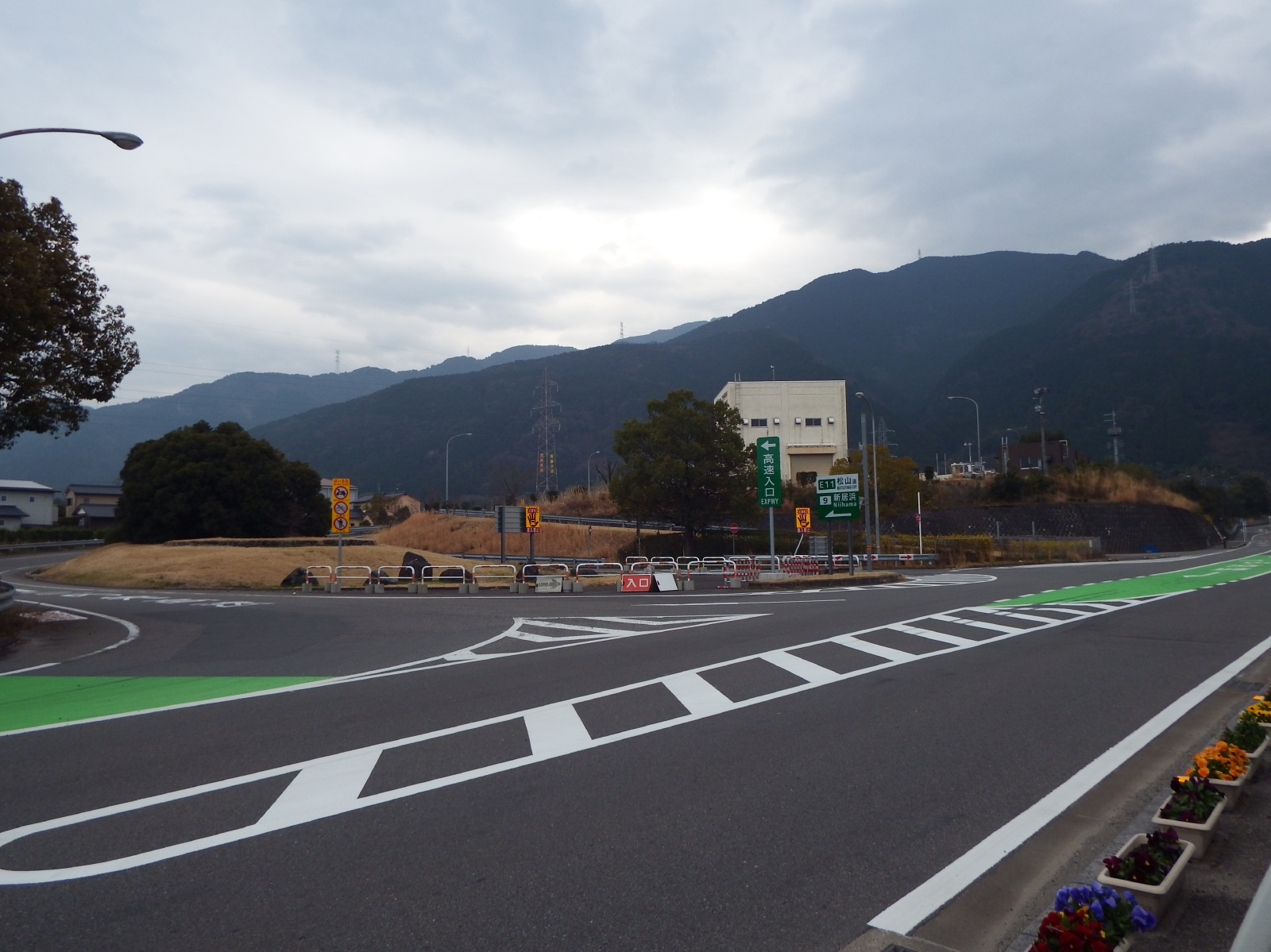
一般道からの出入り口

## 周辺
- 新居浜市立船木中学校 ひびき分校
- 山根公園

## 接続する道路
- 愛媛県道47号新居浜別子山線

## 料金所
- ブース数 : 4

### 入口
- ブース数 : 2

2ブースともETC専用および一般またはETC・サポートの可変式ブース

### 出口
- ブース数 : 2

2ブースともETC専用および一般またはETC・サポートの可変式ブース

## 隣
E11 松山自動車道
(8) 土居IC - 入野PA - (9) 新居浜IC - (10) いよ西条IC